# Дорогали Вторые
Дорогали Вторые — посёлок в Орехово-Зуевском муниципальном районе Московской области. Входит в состав сельского поселения Верейское. Население — 4 чел. (2010).

## География
Посёлок Дорогали Вторые расположен в северной части Орехово-Зуевского района, примерно в 9 км к юго-востоку от города Орехово-Зуево. Посёлок находится в лесном массиве, к северу — бывшие торфоразработки. Высота над уровнем моря 128 м. Ближайший населённый пункт — посёлок Верея.

## История
Образован как посёлок торфоразработчиков. Название, вероятно, от озера ледникогого происхождения Дорогали.
До муниципальной реформы 2006 года посёлок входил в состав Верейского сельского округа Орехово-Зуевского района.

## Население
| 2002 | 2006 | 2010 |
| ---- | ---- | ---- |
| 0    | →0   | ↗4   |